# Thelesperma flavodiscum
Thelesperma flavodiscum là một loài thực vật có hoa trong họ Cúc. Loài này được (Shinners) B.L.Turner miêu tả khoa học đầu tiên năm 1959.